# Nuage variographique
Cet article court présente un sujet plus développé dans : variogramme.

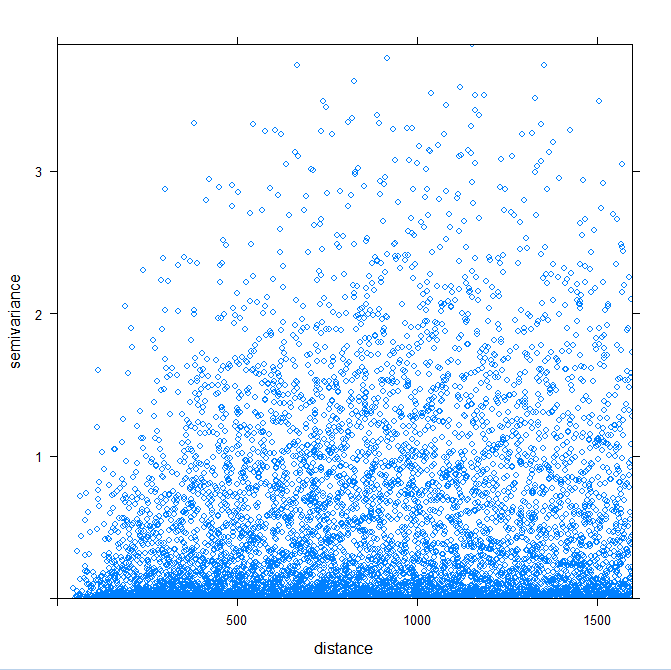
Exemple de nuage-variogramme, issu des données "Meuse" et de l'exemple donné par Edzer J. Pebesma dans la bibliothèque gstat de R

En géostatistique intrinsèque, le nuage variographique ou nuée variographique est un nuage de points des données exprimant leur variabilité selon leurs interdistances. Pour un jeu de données Z1, …, Zn aux points x1, …, xn, il représente les points d'abscisses ∥xj−xi∥ et d'ordonnées ½(zj−zi)2.
La moyenne des ordonnées de points d'abscisses proches fournit le variogramme.